# 青森県道264号松神停車場線
青森県道264号松神停車場線（あおもりけんどう264ごう まつかみていしゃじょうせん）は、青森県西津軽郡深浦町を通る一般県道である。

## 概要
JR五能線松神駅から深浦町松神の国道101号に至る短距離の路線である。

### 路線データ
- 起点 : 松神停車場[1]
- 終点 : 国道一〇一号交点（西津軽郡深浦町）[1]

## 歴史
- 1961年（昭和36年）2月10日 - 青森県道に認定される[1]

## 地理

### 交差する道路
- 国道101号（西津軽郡深浦町、終点）

### 沿線の施設
- JR五能線松神駅